# 1995 en animation asiatique
Voir aussi: 1995 au cinéma - 1995 à la télévision
1994 en animation asiatique - 1995 en animation asiatique - 1996 en animation asiatique

## Principales diffusions en France

### Films
- 21 juin : Porco Rosso

## Principales diffusions au Japon

### Films
- 4 mars : Dragon Ball Z : Fusions
- 15 juillet : Dragon Ball Z : L'Attaque du dragon
- 15 juillet : Si tu tends l'oreille
- 15 juillet : On Your Mark (clip musical)
- 18 novembre : Ghost in the Shell

### Séries télévisées
Les séries non datées ont débuté avant le 1er janvier de cette année
- 7 avril : Mobile Suit Gundam Wing
- 7 avril : Slayers
- 4 octobre : Neon Genesis Evangelion